# Косув-Ляцький
Ко́сув-Ля́цький (пол. Kosów Lacki) — місто в східній Польщі, неподалік річки Західний Буг.
Належить до Соколовського повіту Мазовецького воєводства.

## Демографія
Демографічна структура станом на 31 березня 2011 року:
|          | Загалом | Допрацездатний вік | Працездатний вік | Постпрацездатний вік |
| -------- | ------- | ------------------ | ---------------- | -------------------- |
| Чоловіки | 1085    | 228                | 757              | 100                  |
| Жінки    | 1110    | 205                | 650              | 255                  |
| Разом    | 2195    | 433                | 1407             | 355                  |